# BigMat-Auber 93/2010
Deze pagina geeft een overzicht van de BigMat-Auber 93 wielerploeg in  2010.

## Renners
| Naam              | Geboortedatum | Nationaliteit | Ploeg 2009                |
| ----------------- | ------------- | ------------- | ------------------------- |
| Fabien Bacquet    | 28-02-1986    | Frankrijk     |                           |
| Niels Brouzes     | 03-02-1981    | Frankrijk     |                           |
| Guillaume Faucon  | 13-12-1986    | Frankrijk     | neo                       |
| Nadir Haddou      | 25-10-1983    | Frankrijk     |                           |
| Dimitri Le Boulch | 20-02-1989    | Frankrijk     |                           |
| Romain Lemarchand | 26-07-1987    | Frankrijk     | neo                       |
| Julien Mazet      | 16-03-1981    | Frankrijk     |                           |
| Maxime Mederel    | 19-09-1980    | Frankrijk     |                           |
| Johan Mombaerts   | 06-10-1984    | Frankrijk     |                           |
| Florian Morizot   | 10-05-1985    | Frankrijk     | Besson Chaussures-Sojasun |
| Jonathan Thiré    | 19-04-1986    | Frankrijk     |                           |

1994 · 1995 · 1996 · 1997 · 1998 · 1999 · 2000 · 2001 · 2002 · 2003 · 2004 · 2005 · 2006 · 2007 · 2008 · 2009 · 2010 · 2011 · 2012 · 2013 · 2014 · 2015 · 2016